# Natrocalcocita
La natrocalcocita es un mineral de la clase de los minerales sulfatos, y dentro de esta pertenece al llamado “grupo de la tsumcorita”. Fue descubierta en 1908 en la mina Chuquicamata de la comuna de Calama, en la provincia de El Loa, región de Antofagasta (Chile), siendo nombrada así por su composición química del latín natro -sodio- y calco -cobre-.

## Características químicas
Es un sulfato de sodio y cobre, hidratado e hidroxilado. El grupo de la tsumcorita al que pertenece son fosfatos, arsenatos, vanadatos o sulfatos que cristalizan en el sistema monoclínico o triclínico y que llevan dos metales como cationes.

## Formación y yacimientos
Se forma como mineral secundario y aparece sólo en climas áridos, en las zonas de oxidación de los yacimientos de otros minerales del cobre.
Suele encontrarse asociado a otros minerales como: kröhnkita, antlerita, brochantita, calcantita, blödita, atacamita o yeso.

## Usos
Puede extraerse mezclado con otros minerales del cobre como mena de este importante metal.